# Зандер Шоффеле
Александер (Зандер) Віктор Шоффеле (англ. Alexander (Xander) Victor Schauffele) — американський гольфіст, олімпійський чемпіон, переможець Чемпіонату ПАГ 2024 та Відкритого чемпіонату Британії 2024.
Золоту олімпійську медаль та звання олімпійського чемпіона Шоффеле виборов на Токійській олімпіаді 2020 року.
Шоффеле грав за збірну США  в Кубку Райдера 2023 року, який американці програли, але сам Шоффеле приніс збірній 2,5 очка.